# イエ・プル
イエ・プル（尼: Yeh Pulu〈イエ・プル寺院遺跡、尼: Situs pura Yeh Pulu〉）は、インドネシアのバリ州（バリ島）ギャニャール県ブラバトゥ郡のブドゥルにあるヒンドゥー教遺跡である。
イエ・プルの遺跡は、西側に水源となるプタヌ川のある田地に囲まれる。名称にあるイエ (Yeh) は「水」、プル (Pulu) は「樽」の意で、地内西側で発見された湧水が、樽（尼: Gentong）状の容器に覆われていたことに由来する。

## 歴史
イエ・プルの遺跡の浮き彫り（レリーフ）に見られる様式や描写により、作成された時代は、14-15世紀ないしマジャパヒト王国（13-15世紀）後期とされるほか、14世紀もしくはマジャパヒトがバリに侵攻する前の古代バリ王国時代の13世紀頃にさかのぼるともいわれる。
イエ・プルは、オランダ植民地（オランダ領東インド）時代である1925年、ウブドのプンガワ（地方官吏）により初めて発見され、オランダ政府に報告された後、間もなくオランダ人美術家（画家）ニーウェンカンプにより公式報告書として記された。1929年には、遺跡保存の一環として、オランダのインドネシア考古学者W・F・ストゥッテルヘイムを中心に再調査がなされた。その後、1949年および1953年に修復され、砂岩の壁面上方の田地からの流水に対する保全が施された。

## 構成
岩壁の延長約25メートル、高さ2メートルの範囲に、奥行約50センチメートル（30-60cm）の多様な浮き彫りが見られる。それらはヒトおよび動物・植物が象徴的に描写され、多くはワヤン・クリの影絵人形の意匠に似るとされるが、諸神や王らの叙事詩を描いた15世紀のカマサン様式のワヤン (Wayang) と異なり、王女のような貴女の姿も見られるものの、主に日常を象徴的に賛美する場面が多く描かれる。
岩壁の浮き彫りは、北から南に向けて同面に刻まれており、描かれる意匠は、6つないし9つの場面に分けられる。一連の浮き彫りを神クリシュナの物語と考える説があるが、描かれた浮き彫りとの関連は明確でない。
- 壁面の北の端には、カヨナン（kayonan〈グヌンガン（英語版）〉）の木の形象の傍らに、右手を上げて立つ男像が描かれ、この片手を上げた立像はクリシュナを表すものといわれる[13]。
- 次いで、天秤棒を担ぎ2つの壺を運ぶ男像があり、その前方（南側）を歩く女像は、装飾品を身に着け、頭部に冠状の装飾の一部が認められる[14]。
  - これらの前方に家屋が描かれ[3]、半分開いた扉口に女像が外を見るように立つ[15]。
- 次の場面は4人の彫像からなり、南向きに屈んで座るターバンを着けた横向きの彫像の前方に、鍬を肩に担いで立つ男像が、対面に座る女像に向けて右手を差し出している。対する女像は男像のほうに右手を向け、その座る女像の下に3匹のサルが遊ぶ。また、南背後にもう1人の女像が右手を上げるように立つ[16]。
  - 立女像の南背面には、右手に棍棒を持つ不気味な男像が、方形の台座に左膝を立てて座る[17]。
- 獲物を狩る場面では、ウマに乗り右手にナイフ状の武器を持つ男像の前に、足を広げて槍を投げようとする男像と、前方に、トラと見られる動物に右手を噛まれながら戦う男像が描かれる[18]。
- 次に、獲物2頭のブタを棒に足を結び、逆さに吊るして運ぶ前後2人の男像がある[19]。
  - また、南の前方には、男像が乗るウマとその尻尾を両手で持つ女像が彫られる[3][19]。
- 最後の浮き彫りは、長方形の台座に座るガネーシャの神像である[19]。

これらの浮き彫りのある壁面の最端部に壁龕（石窟）があり、幅約9メートルで、中央の支柱で分かれ、高さ・奥行はともに2メートルほどである。瞑想の場所であったとされ、1343年頃、マジャパヒト王国との戦いに敗れる14世紀のベダフル (Bedaulu, Bendahulu〈ブドゥル〉) 王が瞑想したとする伝承がある。